# Lycocerus nigerrimus
Lycocerus nigerrimus is een keversoort uit de familie soldaatjes (Cantharidae). De wetenschappelijke naam van de soort werd in 1969 gepubliceerd door Yajima & Nakane.